# Sepien
Die Sepien (Sepiida) oder Echten Tintenfische, veraltet Kuttelfische (vgl. englisch cuttlefish), bilden eine Ordnung innerhalb der Zehnarmigen Tintenfische (Decabrachia), einer Teilgruppe der Tintenfische (Coleoidea). Sie haben das ursprüngliche kalkige gasgefüllte Gehäuse in stark abgewandelter Form als Sepia-„Schale“ beibehalten.

## Merkmale
Der Mantel ist in der Regel stumpfer und weniger keilförmig als der der Kalmare, allerdings gibt es Kalmararten, die auf den ersten Blick den Sepien sehr ähnlich sehen. Den wesentlichsten Unterschied stellt aber die Ausprägung des Innenskeletts dar, welches bei den Sepien als flacher Kalkschulp ausgebildet ist. Dieser auch als Phragmokon bezeichnete Schulp enthält eine Vielzahl von gasgefüllten Kammern, die dem Tier statischen Auftrieb geben.
Wie die meisten anderen Tintenfische besitzen auch die Sepien einen hornigen Schnabel. Um den Mund herum befinden sich zehn Fangarme, die meist relativ kurz sind. Die längeren Tentakel (1 Paar) sind in der Ruhestellung zwischen den restlichen Armen versteckt. Die Sepien sind Lauerjäger und erreichen nicht so hohe Geschwindigkeiten wie die Kalmare. Den Hauptantrieb übernimmt ein Flossensaum, welcher als Band um den Körper verläuft und mit wellenartigen Bewegungen für den Vortrieb sorgt. Der Siphon wird ebenfalls eingesetzt, allerdings meist nur für kurze Strecken zur Flucht.
Vor der Küste der australischen Stadt Whyalla tauchen im Sommer Tausende von großen australischen Sepien (Sepia apama) auf. Diese große Sepienart kann eine Länge von 60 Zentimetern und ein Gewicht von über fünf Kilogramm erreichen.

## Lebensweise

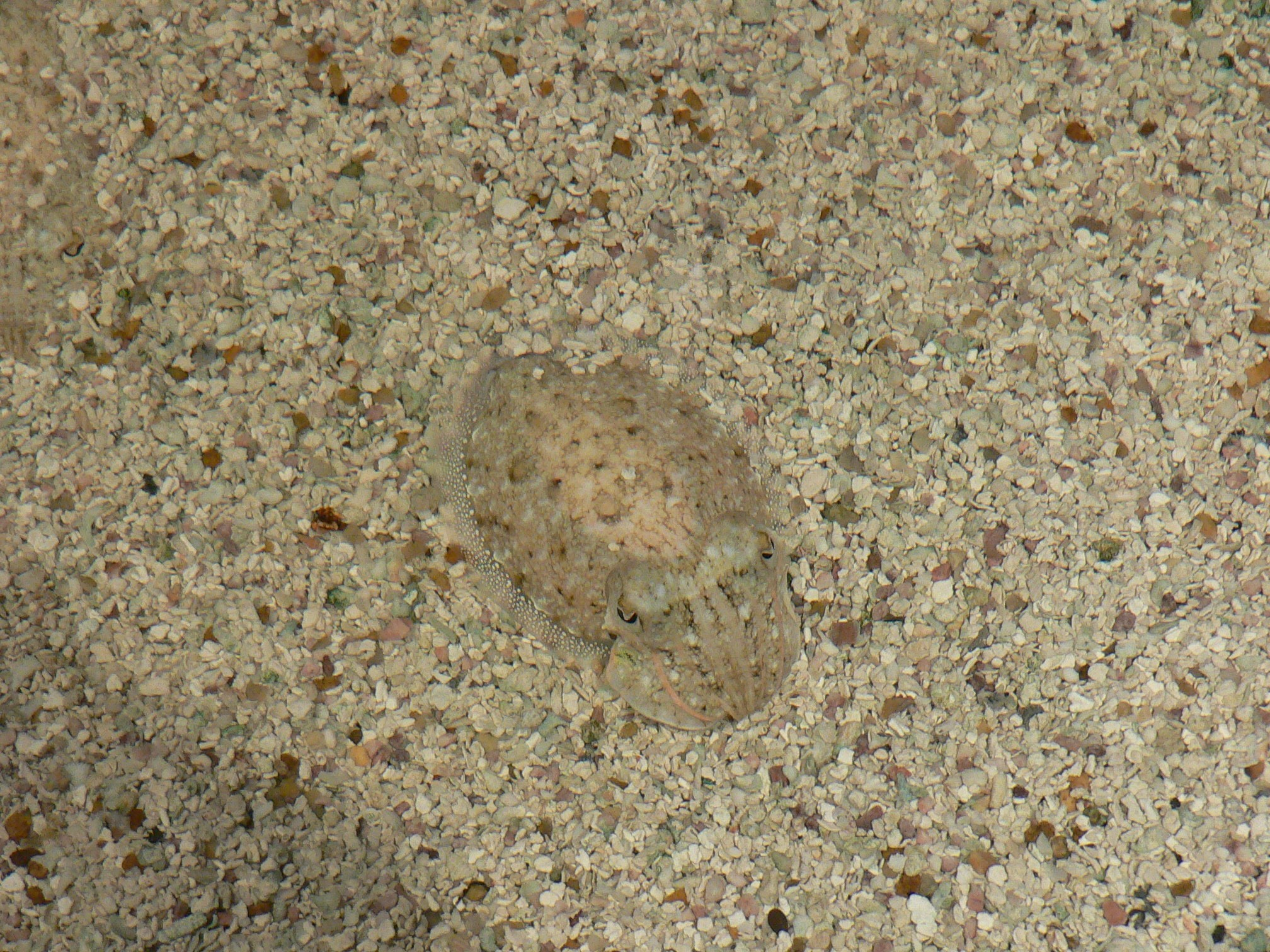
Tarnung auf Sandboden

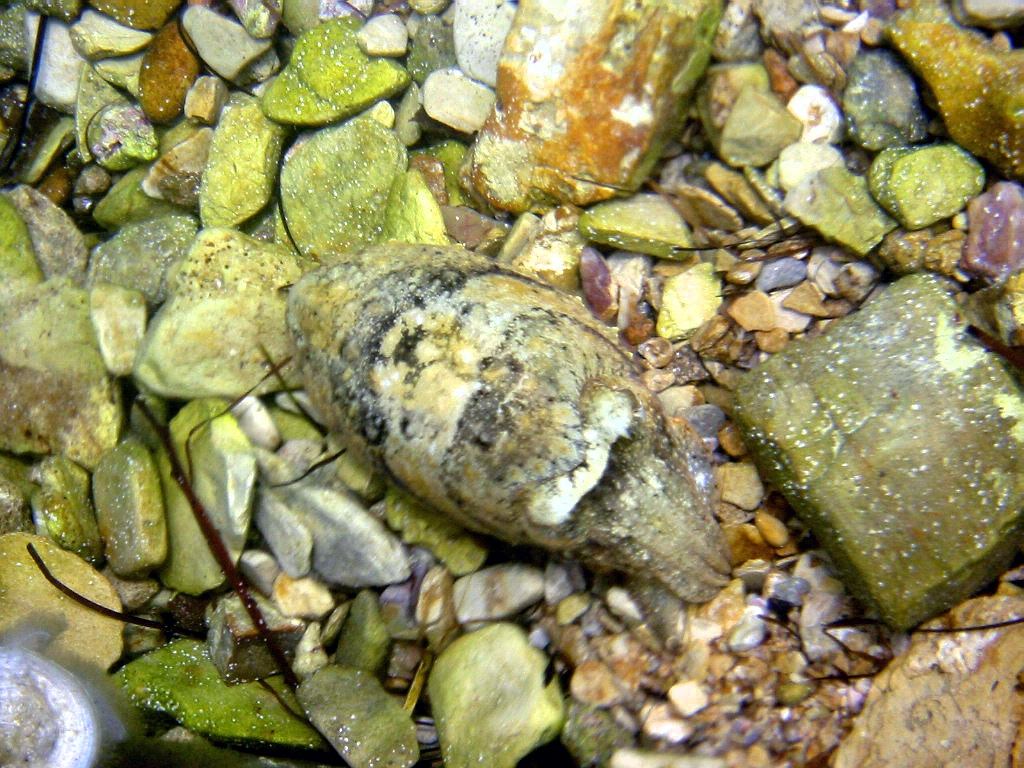
Tarnung auf Kiesboden

### Lebensraum und Ernährung
Anders als die pelagisch lebenden Kalmare sind Sepien (Familie Sepiidae) vorwiegend benthopelagisch, das heißt, sie halten sich bevorzugt in Bodennähe auf. Ihr Lebensraum umfasst vor allem den Kontinentalschelf sowie den oberen Kontinentalhang, typischerweise bis in Tiefen von etwa 200 bis 400 Metern, bei einigen Arten auch tiefer. Sie bewohnen verschiedene Substrate wie Sand-, Schlamm- oder Felsböden, sind aber ebenso in Seegraswiesen, Tangwäldern oder Korallenriffen anzutreffen.
Sepien ernähren sich ausschließlich carnivor, wobei ihre Nahrung stark von Alter, Lebensraum und jahreszeitlicher Verfügbarkeit abhängt. Juvenile Sepien bevorzugen meist kleine Krebstiere wie Amphipoden, während adulte Tiere ein breiteres Nahrungsspektrum aufweisen, das vor allem Fische und größere Krebse umfasst. In einer Untersuchung an Sepia officinalis vor der Küste der Elfenbeinküste bestand die Nahrung zu etwa 50 % aus Fischen und zu rund 39 % aus Krebstieren. Auch in europäischen Populationen konnte ein alters- und saisonabhängiger Wechsel der Hauptnahrung nachgewiesen werden: Während der Fortpflanzungszeit nehmen viele Tiere vermehrt Krebse zu sich, möglicherweise um den hohen Calciumbedarf auszugleichen, der mit der Bildung der Eikapseln verbunden ist.
Bei der Jagd verhalten sich Sepien typischerweise als Lauerjäger. Tagsüber vergraben sie sich häufig im Substrat und verharren regungslos, während sie nachts aktiv nach Beute suchen. Ihre Jagdtechnik basiert auf zwei schnell vorschnellenden Tentakeln, mit denen sie Beutetiere wie Fische oder Garnelen blitzartig greifen. Anschließend wird die Beute mit den kürzeren Fangarmen fixiert und mit dem kräftigen Chitinschnabel zerlegt. Die eigentliche Verdauung erfolgt durch Einsaugen des Gewebes und enzymatischen Aufschluss im Verdauungstrakt.

### Tarnung
Die meisten Sepien sind zu Farbwechseln fähig und können sich blitzschnell eingraben. Aus diesem Grund können sie sich sehr gut tarnen und brauchen nicht weit vor Feinden zu fliehen. Die Tiere signalisieren jedoch durch Farbwechsel auch ihre jeweilige Stimmung, etwa die Paarungsbereitschaft oder Stress.
Ebenfalls der Tarnung dient der Tintenbeutel, der eine dunkle Tinte aus konzentriertem Melanin enthält. Diese wurde früher als Sepia zur Färbung von Kleidung oder Fotopapier verwendet, heute wird sie beinahe ausschließlich als Farbstoff für schwarze Pasta (Sepia) benutzt.

### Paarung
Sepien treffen sich in großen Schwärmen, um sich zu paaren. Dabei kommt es unter den Männchen zu Rivalenkämpfen um die Weibchen. Trifft ein Männchen direkt auf einen Artgenossen, nimmt seine Oberfläche das gestreifte Muster der Balzfärbung an, und die Arme werden seitlich ausgestreckt. Verändert sich als Reaktion darauf das Äußere des Artgenossen auf die gleiche Weise, wird er als männlicher Konkurrent erkannt und angegriffen. Tritt keine Veränderung bei dem Gegenüber ein, handelt es sich um ein Weibchen.
Hat sich ein Paar gefunden, überträgt das Männchen mit seinem Paarungsarm, dem Hectocotylus, eine Spermatophore in eine Speichertasche unter der Mundhöhle des Weibchens, wo sie bis zur Befruchtung aufbewahrt wird. Die Eier werden eins nach dem anderen ausgeschieden. Dazu legt das Weibchen die Arme zu einer Röhre zusammen, in der die Eier an dem Samenspeicher vorbei transportiert und so befruchtet werden. Am Ende der Röhre formen die Armspitzen zwei Zipfel aus der Sekrethülle des Eis, womit die Eier an Wasserpflanzen oder anderen Strukturen befestigt werden. Kurz nach der Paarung und Eiablage sterben die Tiere.

## Wissenschaftliche Bedeutung

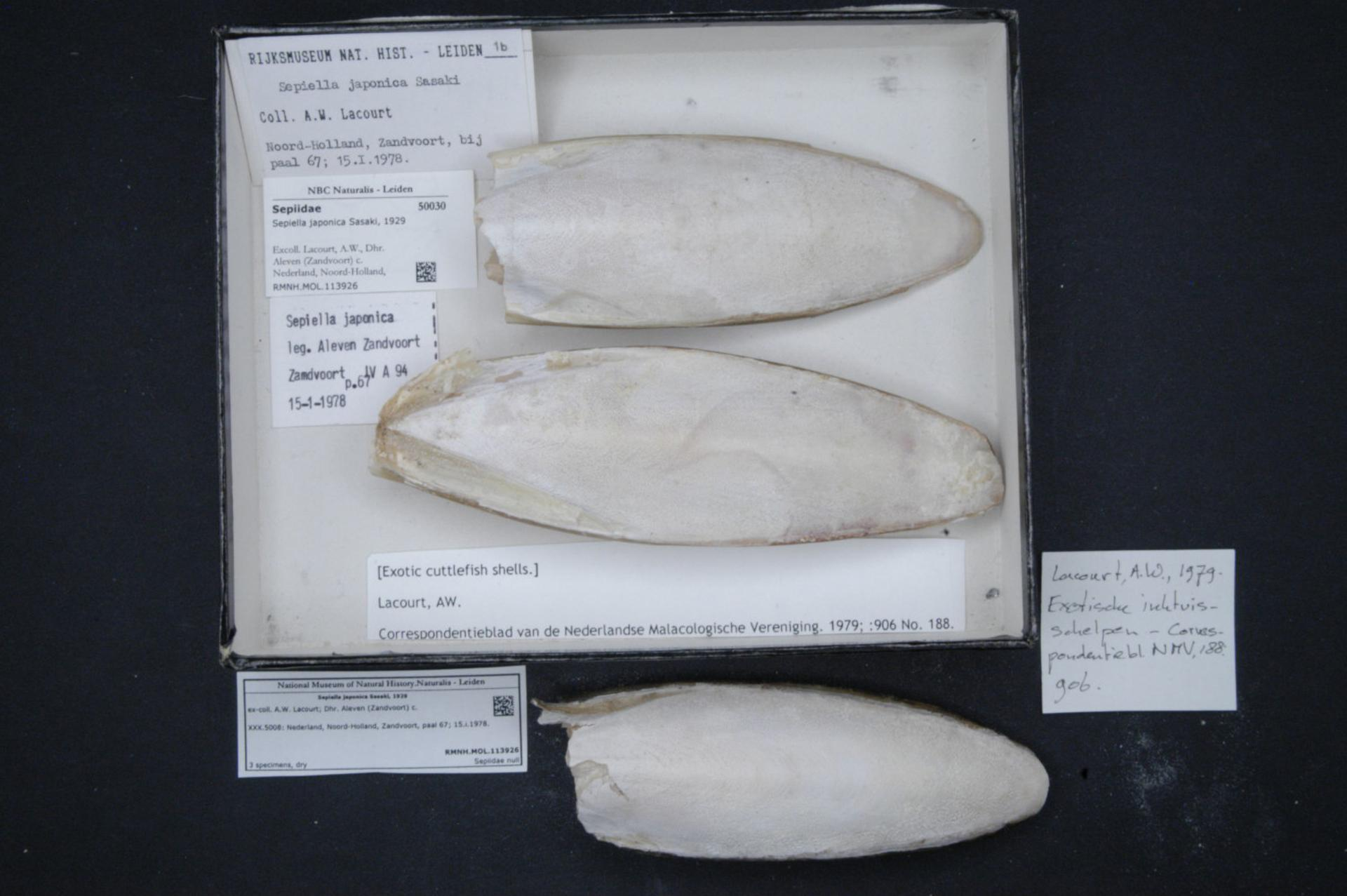
Sepiella japonica Sasaki, Museumsexponat

Aufgrund der besonderen Dicke der Axonen ihrer Neuronen waren sie bevorzugte Objekte neurowissenschaftlicher Untersuchungen. Am sogenannten Tintenfisch-Riesenaxon wurde in den 1940er-Jahren das erste Mal ein Aktionspotential gemessen und darüber hinaus der Mechanismus des Zustandekommens der Nervenerregung aufgeklärt.

## Wirtschaftliche Bedeutung
Tintenfische sind nahrhaft und schmackhaft und werden deswegen als Speise zubereitet, vor allem in der mediterranen und asiatischen Küche.
Der Rückenschulp (Schwimmkörper) der Tintenfische wird sowohl als Gussform für Goldschmiedearbeiten als auch als Nahrungsergänzungsmittel bspw. für Kanarienvögel, aber auch in der Terraristik (wichtige Mineralstoffe und Kalk) verwendet. Auch kann man ihn als sehr feines Schleifmittel nutzen.
Er ist weißlich, porös und aus kalkhaltigem Material. Er wird nicht nur beim Tintenfischfang erbeutet, man kann ihn auch als Treibgut an Stränden finden.

## Systematik

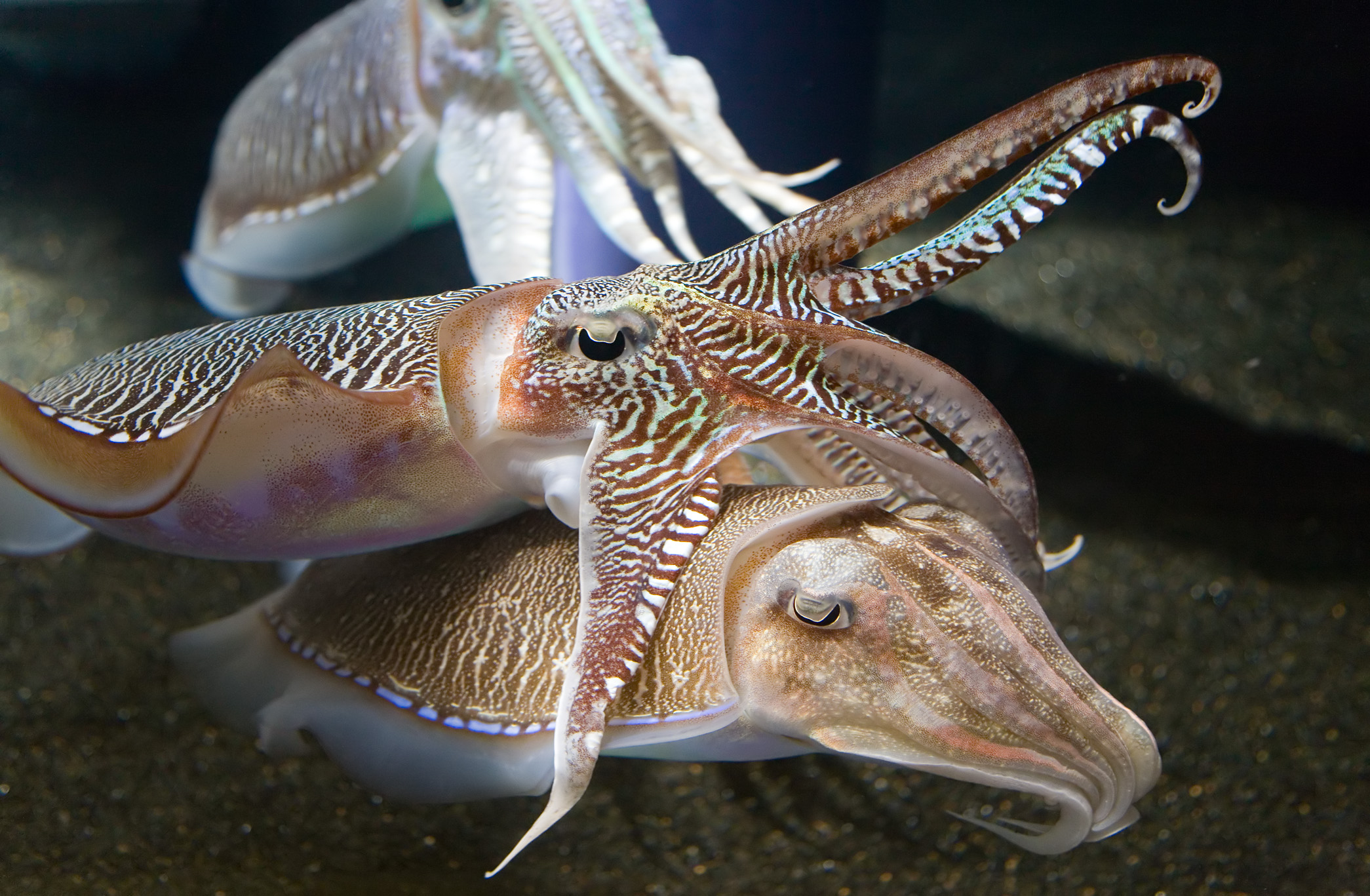
Sepien

Die folgende Liste enthält die derzeit der Ordnung Sepiida zugewiesenen Familien und Gattungen (und einzelne Arten, zu denen es Artikel gibt).
- Sepiidae Leach, 1817
  - Sepia Linné, 1758
    - Riesensepia (Sepia apama)
    - Breitarm-Sepia (Sepia latimanus)
    - Gewöhnlicher Tintenfisch (Sepia officinalis)

  - Metasepia Hoyle, 1885
    - Prachtsepia (Metasepia pfefferi)

  - Sepiella Gray, 1849
- Sepiadariidae Fischer, 1882
  - Sepiadarium Steenstrup, 1881
  - Sepioloidea d’Orbigny, 1845
- Idiosepiidae Appelöf, 1898 (von manchen Autoren wird diese Familie auch als Ordnung akzeptiert).
  - Idiosepia Steenstrup, 1881
- † Belosaepiidae Nyst, 1843
- † Belosepiellidae Naef, 1921

Die Familie Sepiolidae Leach, 1817 wird inzwischen meist als eigene Ordnung Sepiolida (Zwergtintenfische) gleichberechtigt neben die Ordnung der Sepien gestellt.
Das folgende Kladogramm veranschaulicht die Abstammungsverhältnisse:
|                                                 | Sepien (Sepiida)              |
|                                                 |                               |
|                                                 | Posthörnchen (Spirulida)      |
|                                                 |                               |
|                                                 | Zwergtintenfische (Sepiolida) |
|                                                 |                               |
|                                                 | Kalmare (Teuthida)            |
| Vorlage:Klade/Wartung/3 Vorlage:Klade/Wartung/4 |                               |

|      | Vampirtintenfischähnliche (Vampyromorpha)                                                  |
|      |                                                                                            |
| N.N. | \| \| Kraken (Octopoda) \| \| \| \| \| \| Cirrentragende Kraken (Cirroctopoda) \| \| \| \| |
|      | \| \| Kraken (Octopoda) \| \| \| \| \| \| Cirrentragende Kraken (Cirroctopoda) \| \| \| \| |
|      | Kraken (Octopoda)                                                                          |
|      |                                                                                            |
|      | Cirrentragende Kraken (Cirroctopoda)                                                       |
|      |                                                                                            |

|  | Kraken (Octopoda)                    |
|  |                                      |
|  | Cirrentragende Kraken (Cirroctopoda) |
|  |                                      |

|                                                 | Sepien (Sepiida)              |
|                                                 |                               |
|                                                 | Posthörnchen (Spirulida)      |
|                                                 |                               |
|                                                 | Zwergtintenfische (Sepiolida) |
|                                                 |                               |
|                                                 | Kalmare (Teuthida)            |
| Vorlage:Klade/Wartung/3 Vorlage:Klade/Wartung/4 |                               |

|      | Vampirtintenfischähnliche (Vampyromorpha)                                                  |
|      |                                                                                            |
| N.N. | \| \| Kraken (Octopoda) \| \| \| \| \| \| Cirrentragende Kraken (Cirroctopoda) \| \| \| \| |
|      | \| \| Kraken (Octopoda) \| \| \| \| \| \| Cirrentragende Kraken (Cirroctopoda) \| \| \| \| |
|      | Kraken (Octopoda)                                                                          |
|      |                                                                                            |
|      | Cirrentragende Kraken (Cirroctopoda)                                                       |
|      |                                                                                            |

|  | Kraken (Octopoda)                    |
|  |                                      |
|  | Cirrentragende Kraken (Cirroctopoda) |
|  |                                      |

|                                                 | Sepien (Sepiida)              |
|                                                 |                               |
|                                                 | Posthörnchen (Spirulida)      |
|                                                 |                               |
|                                                 | Zwergtintenfische (Sepiolida) |
|                                                 |                               |
|                                                 | Kalmare (Teuthida)            |
| Vorlage:Klade/Wartung/3 Vorlage:Klade/Wartung/4 |                               |

|      | Vampirtintenfischähnliche (Vampyromorpha)                                                  |
|      |                                                                                            |
| N.N. | \| \| Kraken (Octopoda) \| \| \| \| \| \| Cirrentragende Kraken (Cirroctopoda) \| \| \| \| |
|      | \| \| Kraken (Octopoda) \| \| \| \| \| \| Cirrentragende Kraken (Cirroctopoda) \| \| \| \| |
|      | Kraken (Octopoda)                                                                          |
|      |                                                                                            |
|      | Cirrentragende Kraken (Cirroctopoda)                                                       |
|      |                                                                                            |

|  | Kraken (Octopoda)                    |
|  |                                      |
|  | Cirrentragende Kraken (Cirroctopoda) |
|  |                                      |

|                                                 | Sepien (Sepiida)              |
|                                                 |                               |
|                                                 | Posthörnchen (Spirulida)      |
|                                                 |                               |
|                                                 | Zwergtintenfische (Sepiolida) |
|                                                 |                               |
|                                                 | Kalmare (Teuthida)            |
| Vorlage:Klade/Wartung/3 Vorlage:Klade/Wartung/4 |                               |

|      | Vampirtintenfischähnliche (Vampyromorpha)                                                  |
|      |                                                                                            |
| N.N. | \| \| Kraken (Octopoda) \| \| \| \| \| \| Cirrentragende Kraken (Cirroctopoda) \| \| \| \| |
|      | \| \| Kraken (Octopoda) \| \| \| \| \| \| Cirrentragende Kraken (Cirroctopoda) \| \| \| \| |
|      | Kraken (Octopoda)                                                                          |
|      |                                                                                            |
|      | Cirrentragende Kraken (Cirroctopoda)                                                       |
|      |                                                                                            |

|  | Kraken (Octopoda)                    |
|  |                                      |
|  | Cirrentragende Kraken (Cirroctopoda) |
|  |                                      |